# Boulengeromyrus knoepffleri
Boulengeromyrus knoepffleri е вид лъчеперка от семейство Mormyridae. Видът не е застрашен от изчезване.

## Разпространение
Разпространен е в Габон.

## Описание
На дължина достигат до 41,3 cm.